# Tambo Viejo
Tambo Viejo es un sitio arqueológico que se extiende por aproximadamente 44 hectáreas (108,7 acre) al norte del Departamento de Arequipa, Perú. Presenta ocupaciones que van desde el período Intermedio Temprano, incluyendo ejemplares de alfarería Nasca temprano, hasta estructuras del período Inca y restos coloniales.

## Ubicación
El sitio arqueológico de Tambo Viejo se encuentra situado a 20 km del mar e inmediatamente al sur del actual poblado de Acarí, provincia de Caravelí, región Arequipa, en el suroeste del Perú. 

## Historia
Tambo Viejo en el Valle de Acarí, es uno de los varios centros provinciales incas establecidos en la costa sur peruana, que incluyen Tambo Colorado y Lima la Vieja en el Valle de Pisco, Ica Vieja en el Valle de Ica y Tambo de Collao en el Valle del Ingenio, así como Paredones en el Valle de Nasca. Todos estos centros, al parecer creados por los Incas, estuvieron conectados entre sí gracias al camino inca que atraviesa la costa peruana.
Las primeras investigaciones arqueológicas en Tambo Viejo se llevaron a cabo en 1954, por Dorothy Menzel y Francis A. Riddell, notando que Tambo Viejo era inca y estaba protegido por muros. También notaron que el sitio tenía una larga historia de ocupación, encontrando cerámica del período Nasca temprano del Intermedio temprano. 
Posteriormente se continuaron las investigaciones, en particular por Lidio Valdez en Tambo Viejo y el valle de Acarí en general, y gracias a esta información se entiende mejor la situación del sitio y por extensión del valle de Acarí al tiempo de la ocupación Inca.

## Hallazgos
Tambo Viejo está orientado en dirección norte-sur. El punto principal por su lado norte es una gran plaza rectangular, Plaza principal o Plaza 1, desde cuya esquina suroeste parte un camino hacia Paredones, por lo que se supone que este haya sido el punto de entrada a Tambo Viejo.
La parte sur de Tambo Viejo está formada por un laberinto de estructuras construidas en relación con una plaza más pequeña y céntrica (Plaza 2), alrededor de la cual hay estructuras rectangulares de varios tamaños. Al sur de la plaza hay una gran plataforma, aparentemente artificial, que domina todo el sitio y en cuya parte superior de la plataforma existen restos de postes alineados que podrían haber sido empleados para sostener un techo. Al norte de esta plaza hay otra plataforma, de menor tamaño, similar a plataforma principal, y al este de la plaza también hay estructuras que parecen haber sido construidas sobre un montículo. Todas estas estructuras indicarían que la Plaza 2 era un lugar recogido y no visible desde el camino inca.
Los muros de los edificios de Tambo Viejo fueron construidos con dos filas de cantos rodados unidos con mortero, con la cara exterior enlucida para crear una superficie uniforme, a los cuales se agregaban adobes rectangulares, muchos de los cuales se han derrumbado con el tiempo. El hecho de que no se aprecien ventanillas, nichos o puertas trapezoidales parecería indicar que los arquitectos responsables de Tambo Viejo fueron locales y menos familiarizados con los cánones estéticos inca.
Durante las excavaciones arqueológicas, debajo del pavimento de una de una de las esquinas de la plaza principal se encontraron cuatro llamas momificadas de manera natural y otra en estado de descomposición que mostraban en buen estado los adornos con que fueron engalanadas para una ceremonia de sacrificio, incluyendo pendientes, brazaletes y collares, así como un centenar de ofrendas de cuyes (conejillos de indias). Las tumbas estaban marcadas con plumas tropicales.  Los cuyes se encontraron en dos lugares diferentes, con adornos similares a los de las llamas, algunos de ellos envueltos en alfombras antes del entierro. También se encontraron los restos de un perro enterrado en dirección este.
En excavaciones recientes cerca de la Plaza 2 se hallaron algunos artefactos utilizados para el juego de pichqa (el número cinco en quechua), que consiste en un dado con marcas diferentes en cinco de sus caras, así como hornos de barro que parecen haber sido usados para asar comidas en ocasiones especiales, lo que presenta evidencias del tipo de socialización de la cultura inca en un centro administrativo como el de Tambo Viejo.

## Galería
|                                 |
| Plaza 1 en Tambo Viejo, en 2022 |

|                                                    |
| Muros (pircas) de contención, Tambo Viejo, en 2022 |

|                                 |
| Plaza 2 en Tambo Viejo, en 2022 |